# Stepney Green (Metropolitano de Londres)
Stepney Green é uma estação do Metrô de Londres localizada na Mile End Road em Stepney, Londres. Fica entre Whitechapel e Mile End na linha District e na linha Hammersmith & City, e está na Zona 2 do Travelcard.

## História
A estação foi inaugurada em 1902 pela Whitechapel and Bow Railway, uma joint venture entre a District Railway e a London, Tilbury and Southend Railway.
Os serviços eletrificados da District Railway começaram em 1905. Os serviços da linha Hammersmith e City (então parte da linha Metropolitan) começaram em 1936. A estação foi passada para o Metrô de Londres em 1950.
A linha Hammersmith & City foi estendida de Whitechapel a Barking via Stepney Green permanentemente em 2009 devido ao Crossrail e à obra na estação Whitechapel.

## Projeto
É uma estação subterrânea com duas plataformas. A sala de bilheterias fica na superfície. O projeto e o design da estação permanecem praticamente inalterados com muitas características originais intactas.

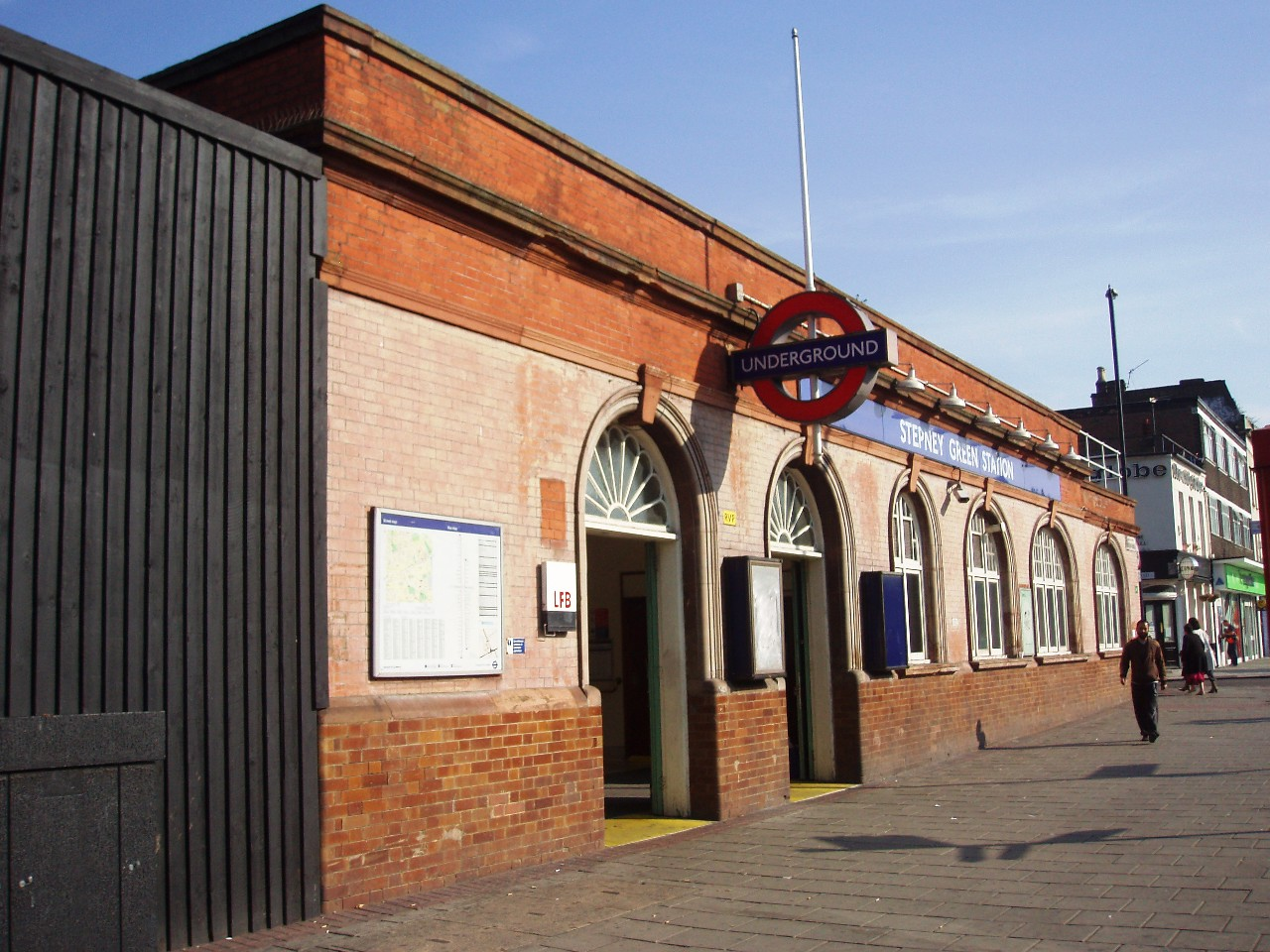
Entrada da estação de metrô Stepney Green

## Serviços

### Linha Hammersmith & City
Esta é a frequência geral fora de pico.
- 6 tph no sentido leste para Barking
- 6 tph no sentido oeste para Hammersmith via King's Cross e Wood Lane

### Linha District
Esta é a frequência geral fora de pico. Durante os horários de pico, os trens também operam para Wimbledon.
- 12 tph no sentido leste para Upminster (aos domingos, trens alternativos circulam apenas para Barking)
- 3 tph no sentido leste para Barking
- 6 tph no sentido oeste para Ealing Broadway
- 6 tph no sentido oeste para Richmond
- 3 tph no sentido oeste para Wimbledon

### Linha Circle
Não há serviço regular, no entanto, há dois trens por dia que vão de Barking para Edgware Road via Victoria antes das 6h.
- 2 tpd sentido oeste para Edgware Road via Victoria

## Localização
Stepney Green é uma das duas estações (sendo a outra Mile End) que atendem o campus de Mile End próximo de Queen Mary, University of London, com uma estação em cada lado.

## Conexões
As rotas dos ônibus de Londres 25, 205, 309 e as rotas noturnas atendem a estação.